# Шигалинське сільське поселення
Шигали́нське сільське поселення (рос. Шигалинское сельское поселение) — муніципальне утворення у складі Урмарського району Чувашії, Росія. Адміністративний центр — село Шигалі.

## Населення
Населення — 707 осіб (2019, 843 у 2010, 945 у 2002).

## Склад
До складу поселення входять такі населені пункти:
| Населений пункт      | Населення, осіб (2002) | Населення, осіб (2010) |
| -------------------- | ---------------------- | ---------------------- |
| Малі Шигалі, виселок | 35                     | 29                     |
| Шигалі, село         | 910                    | 814                    |